# OR1I1
OR1I1 (англ. Olfactory receptor family 1 subfamily I member 1) – білок, який кодується однойменним геном, розташованим у людей на короткому плечі 19-ї хромосоми. Довжина поліпептидного ланцюга білка становить 355 амінокислот, а молекулярна маса — 39 297.
| 10         |  | 20         |  | 30         |  | 40         |  | 50         |
| ---------- |  | ---------- |  | ---------- |  | ---------- |  | ---------- |
| MEPEKQTEIS |  | EFFLQGLSEK |  | PEHQTLLFTM |  | FLSTYLVTII |  | GNALIILAII |
| TDSHLHTPMY |  | FFLFNLSLVD |  | TLLSSTTVPK |  | MLANIQAQSR |  | AIPFVGCLTQ |
| MYAFHLFGTM |  | DSFLLAVMAI |  | DRFVAIVHPQ |  | RYLVLMCSPV |  | CGLLLGASWM |
| ITNLQSLIHT |  | CLMAQLTFCA |  | GSEISHFFCD |  | LMPLLKLSGS |  | DTHTNELVIF |
| AFGIVVGTSP |  | FSCILLSYIR |  | IFWTVFKIPS |  | TRGKWKAFST |  | CGLHLTVVSL |
| SYGTIFAVYL |  | QPTSPSSSQK |  | DKAAALMCGV |  | FIPMLNPFIY |  | SIRNKDMKAA |
| LGKLIGKVAV |  | PCPRPEQLLD |  | VYHVPGSLLA |  | ARDTEMHPIP |  | YPGGVQSLAG |
| NRDME      |  |            |  |            |  |            |  |            |

A: Аланін

C: Цистеїн

D: Аспарагінова кислота

E: Глутамінова кислота

F: Фенілаланін

G: Гліцин

H: Гістидин

I: Ізолейцин

K: Лізин

L: Лейцин

M: Метіонін

N: Аспарагін

P: Пролін

Q: Глутамін

R: Аргінін

S: Серин

T: Треонін

V: Валін

W: Триптофан

Кодований геном білок за функціями належить до рецепторів, g-білокспряжених рецепторів, білків внутрішньоклітинного сигналінгу. 
Локалізований у клітинній мембрані.